# 汇北乡
汇北乡，是中华人民共和国四川省达州市渠县曾经下辖的一个乡。2019年12月，撤销汇北乡，将其所属行政区域划归三汇镇管辖。

## 行政区划
汇北乡撤销前下辖以下地区：
清梁村、火盆村、联合村、鹞子村和乐江村。